# 피아 콜롬보
피아 콜롬보(Pia Colombo, 1934년 7월 6일 ~ 1986년 4월 16일)는 프랑스의 가수이며 본명은 "Eliane Marie Amélie Pia Colombo"이고 1956년부터 1981년 사이 라디오, 영화, 텔레비전 방송에 출연하였다.
굴뚝 소제부의 아버지 에디트 피아프와 집시 여자인 어머니 사이에서 태어난 여성가수이다. 어릴 때, 양친이 이탈리아 순례의 길에서 그녀를 수도원에 버리고 나온 기구한 운명을 타고났다. 처음에는 발레리나에 뜻을 두었으나 병을 얻어 가수로 전향, 1956년에 데뷔하여 1959년에 오랑피아 극장에 진출하였다. 드라마틱한 창법으로 노래를 불렀으며, 배우로서 연극 무대에 오르기도 하였다.

## 레코딩
- Pia Colombo – À Casa d'Irène (1964–1965)
- Pia Colombo – Florilège (1959–1971)
- Pia Colombo – Le bal de quartier (1959–1962)
- Pia Colombo – Le Mauvais Larron (1957–1964)
- Pia Colombo – Tique Taque (1959–1960)
- Pia Colombo – Le métèque (1967–1969)
- Pia Colombo – Adagio Nocturne (1971)
- Pia Colombo – Chante Bertolt Brecht & Kurt Weill (1969)